# Liriomyza cardamines
Liriomyza cardamines är en tvåvingeart som beskrevs av Mitsuhiro Sasakawa 1954. Liriomyza cardamines ingår i släktet Liriomyza och familjen minerarflugor. Inga underarter finns listade i Catalogue of Life.